# Konstrukční cvičení
Konstrukční cvičení s nejčastější zkratkou KOC je školní předmět, ve kterém studenti převážně středních stavebních škol a navazujících vysokých škol s převážně stavebním zaměřením postupně využívají svých znalostí z pozemního stavitelství ale i dalších odborných předmětů při vypracovávání projektové dokumentace jednoduchých a postupem času i složitých objektů pozemních staveb. Tento předmět dále rozvíjí logické myšlení u jednotlivých studentů při rýsování 2D nebo 3D nárysů. Student se v konstrukčním cvičení na střední škole učí základy rýsování řezů, půdorysů a pohledů.
Důležitým bodem předmětu je dovedení studenta k přesnosti v práci a zároveň dodržovat ustanovení jistých norem a předpisů. 
Dále se prohlubuje znalost v řešení úloh z hlediska konstrukčního, technologického a statického, a dále z hlediska ekonomického, ekologického, materiálového, architektonického, požární ochrany, hygieny a bezpečnosti práce.